# Ipomoea abrupta
Ipomoea abrupta är en vindeväxtart som beskrevs av Robert Brown. Ipomoea abrupta ingår i släktet praktvindor, och familjen vindeväxter. Inga underarter finns listade i Catalogue of Life.